# La tribu (serie de televisión)
La Tribu es una serie adolescente de ciencia ficción creada por Raymond Thompson y Harry Duffin, producida por Cloud 9. 
Ha sido emitida en más de 40 países alrededor del mundo y cuenta con grandes cantidades de fans. Estos son algunos de los países donde ha sido emitida: Nueva Zelanda, Australia, Irlanda, Reino Unido, Alemania, Israel, Francia, Rumanía, Holanda, Noruega, Canadá, Finlandia, Estados Unidos, España, Serbia, Montenegro, Croacia, Ucrania, Dinamarca, Suecia, Suiza, Islandia, Estonia, Polonia, Eslovenia, Albania, Bosnia y Herzegovina , Sudáfrica, Singapur, Vietnam y Kuwait.
La serie se estrenó por primera vez en el Reino Unido en abril de 1999, y la encargada de hacerlo fue Channel 5. A pesar de tratarse de una producción británica, el rodaje tuvo lugar en Nueva Zelanda. En España fue emitida por Telecinco dentro del programa infantil Max Clan a finales de 2003, solamente emitieron la primera temporada al no obtener la audiencia esperada por la cadena. FDF la reemitió con éxito, pero la cadena de Fuencarral no les cedió los derechos de emisión de las siguientes. Posteriormente fue emitida en algunas cadenas locales como Teidevisión, TeleAsturias u Onda Cádiz (entre otras) pertenecientes al grupo Vocento. Cuenta con un spin-off llamado The New Tomorrow, disponible en el catálogo de Amazon Prime Video España en V.O.S.E.  
Durante el 2011 se conoció la realización de una película de Hollywood basada en la serie, cuyo nombre provisional era "The Tribe" (2014) aunque también se barajaba "Tribes". Desgraciadamente la producción de la película se canceló por diferencias creativas entre el creador y los productores, por lo que se desconoce si algún día verá la luz. La productora iba a ser Legendary, con Weta Workshop (El Señor de los Anillos) a cargo de los efectos especiales. Jason Rothenberg (Los 100) y el director Rob Cohen (A Todo Gas) estaban involucrados en el proyecto. 
Sin embargo existen tres novelas oficiales que continúan la serie: La Tribu: Un nuevo mundo (6.ª Temporada, y publicada en español), La Tribu: Un nuevo amanecer (7.ª Temporada, y publicada en español) y La Tribu: (R)Evolución (8.ª Temporada, y publicada en español). Además de un videojuego para PC llamado La Tribu: El Juego que ha sido publicado y cuya edición española salió el 1 de junio de 2022. El lanzamiento de los libros en castellano Keeping the Dream Alive y Birth of the Mall Rats se espera para algún momento de 2023. Actualmente está siendo distribuida internacionalmente por Your Family Entertainment AG, y el 4 de abril se estrenó en el canal sudafricano SABC 2. El 1 de octubre de 2022 pasó a ser emitida por el canal de pago alemán Fix&Foxi TV.

## Argumento
Un virus de procedencia desconocida diezma a todos los adultos de la Tierra. Los niños y adolescentes del mundo se encuentran abandonados y solos. Sin parientes, padres, profesores o policía deberán aprender a arreglárselas solos. Deberán crear sus propias leyes, su protección dependerá sólo de su capacidad de acostumbrarse a la situación. Para sobrevivir, deberán encontrarse aliados con el fin de localizar alimentos, encontrarse una vivienda y protegerse de tribus malévolas que quieren tomar el poder.
En esta serie, seguimos a la tribu de Las Ratas de Ciudad (Mallrats), compuesta entre otros por Amber (Beth Allen), Bray (Dwayne Cameron) y Lex (Caleb Ross). A lo largo de los capítulos, los personajes descubren las alegrías y las penas que forman parte de la vida, entre amor y odio, amistad y traición. Deberán cohabitar con otras tribus entre las cuales se encuentran sus rivales.
La Tribu es una serie que se basa en un futuro imaginado por Raymond Thompson. Destinada al joven público, toca sin embargo temas contemporáneos y abarca a todas las edades. El mundo utópico, sin adultos, donde los niños vivirían en armonía y paz es sometido aquí a una dura prueba. Embarazo adolescente, bulimia, alcoholismo, guerra entre humanos, necesidad de dominación de unos sobre otros, la situación está lejos de ser idílica.

## The Blood of Judas (Cancelado)
"The Blood of Judas" era el título provisional de un libro reboot de la serie. Tomaba lugar en la primera temporada de La Tribu, usando los mismos personajes, pero llevando los lazos más allá y haciéndola mucho más oscura (sangrienta) y adulta. La novela estaba escrita por Harry Duffin y David Richard Fox. A diferencia de la serie de televisión, algunos adultos todavía estaban vivos y escondidos en la ciudad. La novela recibió comentarios entusiastas de varios editores de libros pero sintieron que no había un mercado lo suficientemente grande para ella. Tras diversos intentos fallidos, la novela no se volvió a mencionar y nunca se publicó. Sin embargo tiempo después apareció The Tribe: Birth of the Mallrats, una novela que cuenta los sucesos de la primera temporada; se cree que fue consecuencia de la cancelación de "The Blood of Judas".

## Personajes
Amber: Tiene 14 años y es una de las mayores de la tribu. Su carácter es fiero, muestra una gran inteligencia, y sabe adaptarse de maravilla a su nuevo mundo, a pesar de proceder de una familia burguesa. Su punto flaco es una sensibilidad mal disimulada.
Bray: Tiene 16 años y es el guapo del grupo. Noble y enigmático, Bray es un auténtico guerrero al que le cuesta asumir su papel de líder, para el que parece haber nacido dada su capacidad.
Lex: Es el malo porque muestra un egoísmo, arrogancia y prepotencia que le hace chocar con el resto del grupo. Como todos los malos, tiene un secuaz, Ryan, un personaje tierno lleno de inseguridades y leal a su deshonesto amigo.
Trudy: Es inestable, envidiosa y egocéntrica. Madre de un bebé inesperado, Trudy está locamente enamorada de Bray.
Zandra: Es el claro ejemplo de una chica de hoy: atractiva, divertida obsesionada por su físico y por la ropa hasta el extremo. No cae bien porque, entre otras cosas, está enamorada de Lex.
Salene: Ejerce de madre de los pequeños del grupo de una forma natural. Sin embargo, irá perdiendo autoestima y capacidad de superación hasta caer en la bulimia.
Jack: Es el listo del grupo y el necesario experto informático que toda sociedad necesita.
Tai-San: Oriental, mística y espiritual y por su proselitismo la tachan de entrometida.

TEMPORADA 1:
- Caleb Ross - Lex, 17 años (1999–2003)
- Meryl Cassie - Ebony, 14 años (1999–2003)
- Victoria Spence - Salene, 14 años (1999–2003)
- Antonia Prebble - Trudy, 14 años (1999–2003)
- Beth Allen - Amber, 14 años (1999; 2001–2003)
- Michael Wesley-Smith - Jack, 15 años (1999–2003)
- Dwayne Cameron - Bray, 17 años (1999–2001)
- Jaimee Kaire-Gataulu - Cloe, 11 años (1999–2002)
- Michelle Ang - Tai-San, 15 años (1999–2002)
- Ari Boyland - KC, 12 años (1999–2001; 2003)
- Ryan Runciman - Ryan, 16 años (1999–2001)
- Sarah Major - Patsy, 10 años (1999–2001)
- Ashwath Sundarasen - Dal, 12 años (1999–2000)
- Vanessa Stacey - Alice (1999–2001; 2003)
- Amy Morrison - Zandra, 14 años (1999)
- Kiriana Chase - Brady #1 (1999)
- Beanie Palmer - Brady #2 (1999)
- Story Rose - Brady #3 (1999)
- Eva Rose - Brady #4 (1999)
- Daniel James - Zoot/Martin, 17 años (1999–2003)
- Zachary Best - Paul, 11 años (1999)
- David Taylor - Sasha, 17 años (1999)
- Jacob Tomuri - Loco nr.1 (1999)

TEMPORADA 2:
- Jennyfer Jewell - Ellie (1999–2003)
- Laura Wilson - May (2000–2003)
- Damon Andrews - El Guardián (1999–2001)
- Ella Wilks - Danni (1999–2000)
- Story Rose y Eva Rose - Brady #3 (1999–2000)
- Ariel Garland - Brady #4 (1999–2000)

TEMPORADA 3:
- Nick Miller - Pride (2000–2003)
- Jacob Tomuri - Luke (2000–2001)
- James Ordish - Andy (2001)
- Amelia Reynolds - Tally (2001)
- Bevin Linkhorn - Ned (2001)
- Georgia-Taylor Woods - Brady #5 (2001–2003)

TEMPORADA 4:
- James Napier - Jay (2002–2003)
- Tom Hern - Ram (2002–2003)
- Monique Cassie - Siva (2002–2003)
- Megan Alatini - Java (2002–2003)
- Dan Weekes-Hannah - Ved (2002)
- Jacinta Wawatai - Mouse (2002–2003)
- Lucas Hayward - Sammy (2002–2003)
- Kelly Stevenson - Dee (2002)
- Morgan Palmer Hubbard - Patch (2002)
- Calen Maiava-Paris - Mega (2002–2003)
- Charley Murphy Samau - Charlie (2002)
- Lucas Hill - Bray Jr. #1 (2002–2003)

TEMPORADA 5:
- Fleur Saville - Ruby (2003)
- Matt Robinson - Slade (2003)
- Joseph Crawford - Darryl (2003)
- Vicky Rodewyk - Gel (2003)
- Beth Chote - Lottie (2003)
- Adam Sondej - Bray Jr. #2 (2003)

## Actores de doblaje (España)
| Actor de doblaje          | Actor original            | Personaje        |
| ------------------------- | ------------------------- | ---------------- |
| Isabel Fernández-Avanthay | Beth Allen                | Amber            |
| David Robles              | Dwayne Cameron            | Bray             |
| Juan Logar Jr.            | Caleb Ross                | Lex              |
| Gloria Núñez              | Antonia Prebble           | Trudy            |
| Isatxa Mengíbar           | Victoria Spence           | Salene           |
| Jorge Saudinós            | Ryan Runciman             | Ryan             |
| Olga Velasco              | Amy Morrison              | Zandra           |
| Adelaida López            | Michelle Ang              | Tai-San          |
| Iván Jara                 | Danny James               | Zoot             |
| Sandra Jara               | Sarah Major               | Patsy            |
| Carmen Cervantes          | Jaimee Kaire-Gataulu      | Cloe             |
| Margarita Ponce           | Michael Wesley-Smith      | Jack             |
| Chelo Vivares             | Ashwath Sundarasen        | Dal              |
| Ana María Marí            | Vanessa Stacey            | Alice            |
| Ricardo Escobar           | David Taylor              | Sasha            |
| Javier Balas              | Keegan Fulford-Wierziciki | Glenn            |
| Rafa Romero               | Sam Husson                | Sombrero de Copa |

## Localizaciones
- La Ciudad

Wellington es la ciudad donde se desarrollan las escenas urbanas. En la serie, la ciudad está dividida en sectores, no sabemos el número exacto pero por lo menos hay 15, ya que es el sector donde se encontraba la consulta del padre de Dal y donde se haya uno de los casinos de La Tribu del Circo. Lo que hay en cada sector es lo siguiente:
- Sector 02: Casino de Los Perros Salvajes
- Sector 04: KC hizo negocios en este sector.
- Sector 09: Territorio de Los Locos en la primera temporada y de Los Perros Salvajes en la 2.ª.
- Sector 10: Centro de investigación de Los Tecnos. Centro Comercial.
- Sector 12: Lex, Zandra, Ryan y Glenn vivían en este sector. Era el sector de Los Perros Salvajes en la 3.ª temporada.
- Sector 14: Otro casino de La Tribu del Circo.
- Sector 15: Consulta del padre de Dal, casino principal de La Tribu del Circo y el hospital.

- El Centro Comercial (Phoenix Mall)

El Centro Comercial es la residencia de Las Ratas de Ciudad (Mall Rats) durante la serie. Está dotada de varios pisos además de tener un nivel inferior que era el aparcamiento antes del virus y de una azotea con un depósito de agua. En dos de los pisos hay tiendas que han sido habilitadas como habitaciones, además de tener una cafetería. También está conectado al sistema de alcantarillado de la ciudad, por lo que tiene dos salidas, la principal y la planta baja, donde se encuentra la entrada / salida con medidas de seguridad hechas por Jack.
- La Playa

Esta es la playa a donde se escaparon Sasha y Amber en la primera temporada durante tres días. Además, es el mismo escenario utilizado para la Congregación Tribal, desde donde partieron a Isla Esperanza y donde perdieron Los Mallrats su batalla contra Los Elegidos.
- El Hotel de Ebony (Horton Bailey Hotel)

Fue el segundo hogar de Los Locos (se mudaron desde su anterior base, las vías del tren, cuando Ebony tomó el mando). Permanecieron aquí durante un largo período por el cual se vio a Ebony perder el liderazgo a favor de Spike y posteriormente recuperarlo. Al finalizar la segunda temporada, el hotel es tomado por El Guardián y sus Elegidos como base temporal hasta que vencieron a los Mallrats y se mudaron al centro comercial. Durante un tiempo el hotel estuvo vacío. No obstante, Ebony, al tomar el control de la ciudad, decide mudarse allí. Posteriormente es tomado por Los Tecnos como base de operaciones.
- La Montaña del Águila

Situado cerca de la costa y a un día de viaje desde el Centro Comercial, la Montaña del Águila es el lugar elegido para muchos funerales, ocurridos durante las temporadas dos y tres. En él se hallaba el Observatorio, el cual tenía información sobre el virus. Fueron guiados gracias a la premonición de Tai-San de que la cura del virus estaba en ese monte.
- Guarida de Los Gaianos

Los Gaianos, o también llamados Los Ecos, son una tribu que respeta la naturaleza. Su guarida se encuentra en el bosque como se aprecia en la foto, en el han construido cabañas en árboles o en el mismo forraje del suelo. Son árboles de una gran altura y el suelo está constituido por una densa capa de hojas caídas.
- Guarida de Los Rebeldes: Colin Timber And Hardware Co

Durante la lucha contra El Guardián y Los Elegidos, sus opositores hallaron en este edificio su fortaleza, donde ideaban los planes para destruir al devoto seguidor de Zoot. En este edificio, es donde Amber y Bray se reconciliaron. Aparte de esta guarida, los rebeldes tuvieron dos más: un hipódromo y otro edificio en un embarcadero.

## Lanzamiento en DVD y Blu-Ray
La primera temporada fue lanzada por primera vez en 2003 por Sanctuary Entertainment. Dos años más tarde, Revelation Films adquirió los derechos y relanzó la serie completa durante el 2006. Cada temporada contiene 7 discos, con un total de 52 episodios y diversos extras. Posteriormente hubo numerosos lanzamientos en DVD en diversos países, aunque sin demasiado éxito (ya que en ninguna de las ediciones se completó la serie íntegra). La Tribu no se ha lanzado en DVD en España, pero se puede adquirir a través de Amazon.
| Temporada | Fecha de lanzamiento                                    | Material adicional                                                                                |
| --------- | ------------------------------------------------------- | ------------------------------------------------------------------------------------------------- |
| 1         | 27 de febrero de 2006 (UK) 31 de marzo de 2006 (Europa) | - Cómo se hizo (Making Off) - La Tribu en Tour - Tomas falsas 1 - Ficha de los personajes         |
| 2         | 27 de febrero de 2006 (UK)                              | - La Tribu en Tour 2003 - Tomas falsas 2 - Ficha de los nuevos personajes                         |
| 3         | 22 de mayo de 2006 (UK)                                 | - Tour de La Tribu: verano 2003 - Fotogalería T3                                                  |
| 4         | 21 de agosto de 2006 (UK)                               | - Fotogalería T4                                                                                  |
| 5         | 20 de noviembre de 2006 (UK)                            | - Fotogalería T5 - Guiones de la 6.ª temporada: episodios 1-2 - Entrevista con Laura Wilson (May) |

A principios de 2022 se editó la primera temporada en Blu-Ray en versión dual (alemán e inglés) por Pidax Film. El lanzamiento se realizó paulatinamente, hasta completar la serie a finales del mismo año.
Uno de los aspectos más criticados de la versión teutona fue la ausencia de material extra y subtítulos.